# Castello di Leporanica
Il castello di Leporanica (anticamente castello delle Porraniche) è un edificio fortificato di San Nicandro, frazione del comune di Prata d'Ansidonia, in provincia dell'Aquila.

## Storia
Le prime notizie sul castrum risalgono al XII secolo, a seguito del progressivo abbandono della città di Peltuinum, quando fu menzionato nel Catalogus baronum, elenco di feudatari fatto redigere dal re Ruggero II d'Altavilla all'epoca della costituzione del Regno di Sicilia. Fu edificato a difesa dei territori normanni dalle minacce del Sacro Romano Impero di Federico Barbarossa e dell'Impero bizantino, e in caso di necessità garantiva da due a quattro milites accompagnati da dieci servienti. Anticamente noto come castello delle Porraniche, nel 1391 venne occupato e fortificato dal nobile Antonuccio Camponeschi, in fuga dall'Aquila con il fratello Giampaolo ed altri fuoriusciti. Raggiunti ed assediati dai nemici, a seguito di un accordo con la popolazione locale, furono catturati e posti in carcere in città, sotto stretta sorveglianza degli uomini di Luigi II d'Angiò-Valois, nell'attesa di essere giustiziati. Ciò fece riorganizzare e sollevare i Camponeschi e i loro seguaci, che di conseguenza assaltarono il palazzo nel quale erano stati imprigionati e li liberarono. Sul finire del XIV secolo, con il concludersi della fase di incastellamento dell'Aquila, il castello venne abbattuto, riducendosi così allo stato di rudere. Nel 2009 l'originaria struttura della fortificazione è stata ulteriormente danneggiata dal terremoto dell'Aquila a livello delle mura perimetrali.

## Architettura
Posto in territorio collinare e boschivo, tra la valle Subequana e la piana di Navelli, è presente allo stato di rudere. Dell'originaria struttura permangono un muraglione alto circa 4 m, i resti di una cisterna e i basamenti. Il forte, edificato per gradi, era annesso alla cinta muraria difensiva, rappresentando un chiaro esempio di castello-recinto, e il muraglione rimasto ne costituiva il mastio. Tra gli elementi architettonici conservatisi, figurano alcune finestre incorniciate rettangolari in pietra locale con decorazioni ed architrave a cornice lineare, ammorsature agli angoli della cortina, un passaggio con volta a botte pendente e una cannoniera di piccole dimensioni.